# Kurt Ettinger
Kurt Erich Ettinger (ur. 19 listopada 1901 w Wiedniu, zm. 6 stycznia 1982 w Innsbrucku) – austriacki szermierz, trzykrotny medalista mistrzostw świata.
Podczas mistrzostw świata w Wiedniu w 1931 roku (oficjalnie zawody tego cyklu rozgrywane są pod tą nazwą dopiero od 1937) wywalczył brązowy medal we florecie drużynowym. Dwa lata później, na mistrzostwach świata w Budapeszcie w 1933 roku, Austriacy w składzie: Ernst Baylon, Richard Brünner, Kurt Ettinger, Josef Losert i Hans Lion zdobyli srebrny medal. W tej samej konkurencji wywalczył też kolejny brązowy medal na mistrzostwach świata w Paryżu w 1937 roku.
Na igrzyskach olimpijskich w Paryżu w 1924 roku we florecie drużynowym dotarł do ćwierćfinałów, a indywidualnie odpadł w półfinałach. Na rozgrywanych cztery lata później igrzyskach olimpijskich w Amsterdamie drużynowo Austriacy znowu odpadli w ćwierćfinałach, a indywidualnie Ettinger ponownie dotarł do półfinałów. 
Kilkukrotnie zdobywał mistrzostwo kraju: we florecie indywidualnym w latach 1923, 1929 i 1931 oraz szabli indywidualnej w latach 1928 i 1931. Po Anschlussie Ettinger wyemigrował najpierw do Francji, a następnie USA. Uzyskał amerykańskie obywatelstwo, zmienił nazwisko na Curtis Thomas Ettinger i wstąpił do United States Army. Walczył w II wojnie światowej od grudnia 1942 do lipca 1943.